# 什报气召
什报气召，清朝赐名“慈寿寺”，位于内蒙古自治区呼和浩特市土默特左旗，是一座藏传佛教格鲁派寺院。什报气召是呼和浩特地区的“八小召”之一。

## 简介
什报气召位于呼和浩特旧城以西约60里处，地处今土默特左旗境内。最早该寺由喇嘛洞活佛的弟子于清朝顺治年间建造，为喇嘛洞召的属召。清朝康熙三十五年（1696年），清廷赐名“慈寿寺”。
喇嘛洞活佛博格达察罕喇嘛圆寂后，其弟子查干·迪彦齐、察哈尔·迪彦齐、额尔德尼·迪彦齐继承其衣钵，在明末清初于呼和浩特地区先后建造什报气召（慈寿寺）、乌素图召（广寿寺）、东喇嘛洞召（崇禧寺），并分别成为各寺的第一代活佛。